# Mauritanië op de Olympische Zomerspelen 1988
Mauritanië nam deel aan de Olympische Zomerspelen 1988 in Seoul, Zuid-Korea. Het was de tweede deelname van het West-Afrikaanse land aan de Olympische Zomerspelen.

## Deelnemers en resultaten

### Atletiek
| Olympiër             | Discipline | Resultaat | Prestatie                 |
| -------------------- | ---------- | --------- | ------------------------- |
| Mohamed Ould Khayar  | 1500m (m)  | 58e       | serie 1: 15de in 4.12,18  |
| Mohamed Ould Khalifa | 5000m (m)  | 50e       | serie 1: 17de in 15.18,64 |

### Worstelen
| Olympiër         | Discipline  | Resultaat   | Prestatie                                                                                                |
| Vrije stijl      | Vrije stijl | Vrije stijl | Vrije stijl                                                                                              |
| ---------------- | ----------- | ----------- | --- |
| Salem Ould Habib | -74kg (m)   | 23e         | groep B: 12de V van CAN Holmes: 0-4 V van MGL Enkhbayar: 0-4                                             |
| Samba Adama      | -90kg (m)   | 25e         | groep A: 13de V van GRE Deskoulidis: 0-4 V van GBR English: 0-4                                          |
| Babacar Sar      | -100kg (m)  | 11e         | groep B: 6de W van ASA Sione: 4-0 W van KEN Obwoge: 4-0 V van HUN Robotka: 0-4 V van BUL Karaduchev: 0-4 |
| Grieks-Romeins   |             |             | |
| Samba Adama      | -90kg (m)   | 23e         | groep A: 11de V van GRE Pikilidis: 0-4 V van BUL Komchev: 0-4                                            |
| Oumar Samba Sy   | -100kg (m)  | 11e         | groep B: 6de W van KEN Obwoge: 4-0 V van SWE Claeson: 0-4                                                |

Afghanistan · Algerije · Amerikaanse Maagdeneilanden · Amerikaans-Samoa · Andorra · Angola · Antigua en Barbuda · Argentinië · Aruba · Australië · Bahama’s · Bahrein · Bangladesh · Barbados · België · Belize · Benin · Bermuda · Bhutan · Birma · Bolivia · Bondsrepubliek Duitsland · Botswana · Brazilië · Britse Maagdeneilanden · Brunei · Bulgarije · Burkina Faso · Canada · Centraal-Afrikaanse Republiek · Chili · China · Chinees Taipei · Colombia · Congo-Brazzaville · Cookeilanden · Costa Rica · Cyprus · Denemarken · Djibouti · Dominicaanse Republiek · Duitse Democratische Republiek · Ecuador · Egypte · El Salvador · Equatoriaal-Guinea · Fiji · Filipijnen · Finland · Frankrijk · Gabon · Gambia · Ghana · Grenada · Griekenland · Groot-Brittannië · Guam · Guatemala · Guinee · Guyana · Haïti · Honduras · Hongarije · Hongkong · Ierland · IJsland · India · Indonesië · Irak · Iran · Israël · Italië · Ivoorkust · Jamaica · Japan · Joegoslavië · Jordanië · Kaaimaneilanden · Kameroen · Kenia · Koeweit · Laos · Lesotho · Libanon · Liberia · Libië · Liechtenstein · Luxemburg · Malawi · Malediven · Maleisië · Mali · Malta · Marokko · Mauritanië · Mauritius · Mexico · Monaco · Mongolië · Mozambique · Nederland · Nederlandse Antillen · Nepal · Nieuw-Zeeland · Niger · Nigeria · Noord-Jemen · Noorwegen · Oeganda · Oman · Oostenrijk · Pakistan · Panama · Papoea-Nieuw-Guinea · Paraguay · Peru · Polen · Portugal · Puerto Rico · Qatar · Roemenië · Rwanda · Saint Vincent en de Grenadines · Salomonseilanden · Samoa · San Marino · Saoedi-Arabië · Senegal · Sierra Leone · Singapore · Soedan · Somalië · Sovjet-Unie · Spanje · Sri Lanka · Suriname · Swaziland · Syrië · Tanzania · Thailand · Togo · Tonga · Trinidad en Tobago · Tsjaad · Tsjecho-Slowakije · Tunesië · Turkije · Uruguay · Vanuatu · Venezuela · Verenigde Arabische Emiraten · Verenigde Staten · Vietnam · Zaïre · Zambia · Zimbabwe · Zuid-Jemen · Zuid-Korea · Zweden · Zwitserland